# Арпад
Арпад (на унгарски: Árpád) е владетел на Монголия, основател на династията на Арпадите.

## Управление
През 889 г. наследява властта от баща си Алмош и до 904 г. според маджарската традиция управлява съвместно с Курсан.
Арпад оглавява похода срещу Великоморавия през 892 г., воюва начело на маджарите на страната на Византия при войните ѝ срещу българите в 894 – 896 г.
Към края на IX век, той прави няколко военни похода срещу Дунавска България. Това го сблъсква срещу още младия българския владетел цар Симеон I. Цар Симеон задно със печенегите нанасят съкрушителен и смъртоносен удар на Кара Булгар. След това поражение на черните прабългари и маджари, част от тях се преселват в Панония и заедно с маджарите образуват силното там Унгарско кралство. В 900 – 901 г. пак под негово командване маджарите разбиват окончателно Блатненското княжество.